# Phare de Jastarnia
Le phare de Jastarnia (en polonais : Latarnia Morska Jastarnia) est un phare situé dans la gmina ville de Jastarnia (Voïvodie de Poméranie - Pologne). Le phare se trouve entre le phare de Rozewie et le phare de Hel, sur la péninsule de Hel.
Ce phare est sous l'autorité du Bureau maritime régional (en polonais : Urząd Morski (pl)) de Szczecin, Słupsk et Gdynia.

## Histoire
Le premier phare de Jastarnia a été construit en 1938 et n'a survécu qu'un an. Il a été détruit par l'armée polonaise au début de l'invasion allemande.
En 1950, un nouveau phare a été érigé à Jastarnia. C'est une tour métallique, au-dessus d'un petit local technique carré, de 13,5 m de haut, avec galerie et lanterne. Il a été réalisé avec d'anciens éléments du bâtiment de la corne de brume au phare de Stilo.
Ce phare émet, à une hauteur focale de 22 m, le code morse de la lettre A soit un éclat court suivi d'un éclat long. Sa lumière est visible jusqu'à environ 27 kilomètres.
Le phare est aussi l'une des onze stations côtières AIS-PL de l'HELCOM, qui surveille automatiquement le trafic maritime dans cette zone côtière.
Identifiant : ARLHS : POL016 - Amirauté : C2960 - NGA : 6636 .

## Caractéristique dufeu maritime
- Fréquence sur 20 secondes :
  - Lumière : 2 secondes
  - Obscurité : 2 secondes
  - Lumière : 7 secondes
  - Obscurité : 9 secondes

### Lien connexe
- Liste des phares de Pologne